# Hastings Lionel Ismay
Hastings Lionel Ismay, I barone Ismay (Nainital, 21 giugno 1887 – Broadway, 17 dicembre 1965), è stato un generale, politico e diplomatico britannico, primo segretario generale della NATO.

## Biografia
Suo padre era Stanley Ismay, membro del Consiglio legislativo del Viceré dell'India, e sua madre Beatrice Ellen.

### Carriera militare
Compì i suoi studi presso la Reale accademia militare di Sandhurst e lasciò la scuola nel 1907 come sottotenente di cavalleria. Venne immediatamente inviato ad Ambala, in India. Nel 1908 fu inviato in Afghanistan a combattere i razziatori Mohmand e vi si distinse meritando l'India General Service Medal. Nel 1914 fu inviato nel Somaliland, entrando a far parte del Somaliland Camel Corps, un corpo di cavalleria cammellata. Qui trascorse tutto il periodo della prima guerra mondiale a dar la caccia a Mohammed Abdullah Hassan, un ribelle somalo. Per la sua attività in tale compito fu decorato con la medaglia del Distinguished Service Order. Dopo un soggiorno di convalescenza a Londra, rientrò in India, ove rimase fino al 1924. Rientrò a Londra per frequentare la nuova scuola di guerra della RAF, il RAF Staff College di Andover. Terminati i corsi al college, fu assegnato al Comitato della difesa imperiale e prese parte ai lavori di quell'organizzazione quasi senza interruzioni dal 1926 al 1939.
Nel 1940 Winston Churchill lo chiamò presso di sé quale capo del segretariato militare del gabinetto di guerra, col grado di tenente generale nel 1942. Da allora Ismay fu per tutta la guerra il confidente del primo ministro, che accompagnò anche alle conferenze di Casablanca e di Teheran.
Di fronte al progetto di Churchill di attaccare l'Unione Sovietica, operazione Unthinkable, con l'aiuto anche di truppe tedesche, definì l'apporto di ex nazisti "disgustoso" e disse "che dei paesi democratici non dovrebbero neanche pensarci".
In seguito, è stato membro della camera dei Lord nel 1947, ministro del Commonwealth nel 1951 e, dal 1952 fino al 1957, primo segretario generale della NATO.

### Vita privata
Hastings Lionel Ismay conobbe Laura Katin Cegsa durante un periodo di convalescenza a Londra nel 1920 e nel 1921 la sposò. La coppia ebbe tre figlie ma nessun figlio maschio, per cui il titolo nobiliare di Hastings Lionel Ismay si estinse con la sua morte.